# Hans-Georg von Charpentier
Hans Georg von Charpentier (16 de julio de 1902 - 9 de marzo de 1945) fue un Sturmbannführer de las Waffen SS durante la Segunda Guerra Mundial se le otorgó la Cruz de Caballero de la Cruz de Hierro. La que le fue otorgada al reconocer su valentía extrema en el campo de batalla y el liderazgo militar exitoso para la Alemania nazi durante la Segunda Guerra Mundial.

## Primeros años
Hans Georg von Charpentier nació en Estrasburgo el 16 de julio de 1902. En sus primeros años fue contratado como maestro en el Hipódromo de Fráncfort del Meno. Luego desde 1932 hasta 1935 se encontraba de gira en Saarbrücken, en la gira se unió al Partido Nazi en agosto de 1933 (con el número 1375222), se ofreció como voluntario para unirse a las SS-Verfügungstruppe en mayo de 1935 en Hagen (con el número de las SS 258019). Con el comienzo de la Segunda Guerra Mundial fue enviado a la 3.ª Escuadrilla, 1.er Regimiento de Caballería SS Totenkopf.

## Segunda Guerra Mundial
En la Segunda Guerra Mundial von Charpentier fue seleccionado para ser oficial y es ascendido a Sturmbannführer en octubre de 1940, se le concedió la  Cruz de Hierro de Segunda Clase en agosto de 1941, luchando en la Unión Soviética durante la Operación Barbarroja, cuando era el comandante de las tropas de Reconocimiento se le otorgó la Cruz de Hierro de Primera Clase en enero de 1942. En noviembre de 1942, le dieron el mando de la 3.ª Escuadrilla, 15 º Regimiento de Caballería de las SS. Se le concedió la Cruz de Caballero en diciembre de 1942, cuando estaba al mando de la 3.ª Escuadrilla.
von Charpentier no sobrevivió a la guerra, murió en acción durante el intento de retirada desde Budapest el 9 de marzo de 1945.

## Asignaciones
- 1º Regimiento de Caballería SS Totenkopf
- 3º Escuadrón, 1 º Regimiento de Caballería de las SS, comandante de pelotón 5.12.1939
- 1.er Regimiento de Caballería de las SS, ayudante 15.08.1941
- 1.er Regimiento de Caballería, Comandante de Escuadrón, de la División SS de Caballería 15.12.1941
- 3º Escuadrón, Comandante del 1 º Regimiento de Caballería de las SS, División de Caballería SS en noviembre de 1942
- 18º Regimiento de Caballería SS, Comandante de la 8 º División de Caballería

## Para leer más
- Fellgiebel, Walther-Peer. Die Träger des Ritterkreuzes des Eisernen Kreuzes 1939-1945. Friedburg, Germany: Podzun-Pallas, 2000. ISBN 3-7909-0284-5.
- Mitcham, Jr.Samuel, Retreat to the Reich, Stackpole books 2007. ISBN 0-8117-3384-X
- Mitcham Samuel, The German Defeat in the East, 1944-45,Stackpole Books, 2007. ISBN 0-8117-3371-8

- Datos: Q5649564
- Multimedia: Hans-Georg von Charpentier / Q5649564